# Jan Bedřich
Jan Bedřich (16. prosince 1932 Kralupy nad Vltavou – 14. července 1996 Olomouc) byl český hudební skladatel, varhaník a dirigent.

## Život
Absolvoval gymnázium v Žatci. Vedle toho soukromě studoval hru na klavír. Po maturitě byl varhaníkem v Žatci a současně studoval na Akademii múzických umění v Praze u Pavla Bořkovce. Studia dokončil v roce 1956.
Stal se dirigentem Východočeského divadla v Pardubicích. V letech 1966–1978 zastával místo šéfdirigenta operety v Olomouci.

## Dílo

### Vokální skladby
- Mše D-dur (1951)
- Vánoční mše na lidové motivy (1952)
- Únor a růže (kantáta – 1961)
- Plamenný meč (písňový cyklus – 1969), reakce na smrt Jana Palacha, kterou pěvecky interpretoval Hynek Maxa
- Čas jasmínů, requiem za rudoarmějce (1974)

### Opera
- Zámek v poušti (1970)

### Balet
- Král má nové šaty (1957)

### Symfonická hudba
- 6 symfonií: II. (1966), IV. (1973)
- Symfonietta
- Suita Mládí (1952)
- Capriccio pro klavír a orchestr (1952)
- Koncert pro violoncello a orchestr
- Koncert pro smyčcové kvarteto a orchestr "...a jméno Tvé je láska" (1977)
- Koncert pro klavír s orchestrem (1986)
- Concertino pro hoboj a orchestr
- Když hračky obživnou (dětská suita)
- Serenáda

### Komorní hudba
- Když rozkvetla příroda (klavírní cyklus – 1951)
- Tiché milování (cyklus lyrických písní)
- Námořnk míru (písňový cyklus – 1953)
- Smyčcový kvartet č. 2 (1965)
- Sonáta pro violoncello a klavír č. 1. (1979)
- Miniatury (1980)
- Dialogy pro tubu a klavír (1992)

Hudba k filmu Stavba míru (1953) a scénická hudba k činohrám.